# Teoria punktów stałych
L.E.J. Brouwer (1881–1966)

Stefan Banach (1892–1945)

Bronisław Knaster (1893–1980)

Juliusz Schauder (1899–1943)

Alfred Tarski (1901–1983)

Teoria punktów stałych – dział matematyki zajmujący się równaniami postaci f(x)=x, gdzie f jest pewną funkcją. Podstawowe zagadnienie tej teorii to pytanie, przy jakich założeniach o zbiorze X i o funkcji {\displaystyle f\colon X\to X} powyższe równanie ma rozwiązanie, zwane punktem stałym. Bada się też własności zbiorów jego rozwiązań. 
Problem ten ma wiele wariantów, gdyż:
- rozważana dziedzina może mieć najróżniejsze struktury – może to być np. przestrzeń topologiczna, metryczna lub zbiór uporządkowany;
- rozważana funkcja może mieć najróżniejsze własności – może być ciągła, zwężająca lub monotoniczna;
- funkcja f może działać z pewnego podzbioru w całą przestrzeń; zob. np. alternatywa Leraya-Schaudera dla przestrzeni Banacha.

Przez to teoria punktów stałych przenika się z innymi dyscyplinami jak analiza, topologia czy teoria porządku.
Udowodniono szereg twierdzeń o punkcie stałym – o istnieniu takich argumentów dla pewnych funkcji. Pierwsze z nich ogłoszono najpóźniej na początku XX wieku; przykładowo z 1910 roku pochodzi  twierdzenie Brouwera. Podano też twierdzenia mówiące, że to zbiór ma własność punktu stałego w sensie topologii; przykład to twierdzenie Schaudera-Tichonowa. W latach 20. XXI wieku istnieje osobne czasopismo poświęcone takim zagadnieniom.

## Miejsce wśród innych dyscyplin
Teoria punktów stałych nie jest osobną kategorią w spisie MSC 2020, jednak są w nim działy zawierające w nazwie punkty stałe, m.in. w sekcjach:
- 32: Several complex variables and analytic spaces,
  - 32H: Holomorphic mappings and correspondences,
- 37: Dynamical systems and ergodic theory,
  - 37C: Smooth dynamical systems: general theory,
  - 37J: Dynamical aspects of finite-dimensional Hamiltonian and Lagrangian systems,
- 47: Operator theory,
- 54: General topology,
- 55:  Algebraic topology,
  - 55M: Classical topics in algebraic topology,
- 58: Global analysis, analysis on manifolds[3].

## Literatura
- Andrzej Granas, James Dugundji, Fixed Point Theory, Springer-Verlag, New York 2003, ISBN 0-387-00173-5.
- Ravi P. Agarwal, Maria Meehan, Donal O'Regan, Fixed Point Theory and Applications, Cambridge University Press, 2009, ISBN 978-051154300-5.